# Lepidothyris striatus
Espèce
Synonymes
- Euprepis striata Hallowell, 1854
- Euprepes elegans Fischer, 1883
- Euprepes leoninus Fischer, 1884

Lepidothyris striatus est une espèce de sauriens de la famille des Scincidae.

## Répartition
Cette espèce se rencontre au Cameroun, au Gabon, en République du Congo, en République démocratique du Congo et en République centrafricaine.

## Publication originale
- Hallowell, 1854 : Remarks on the geographical distribution of reptiles, with descriptions of several species supposed to be new, and corrections of former papers. Proceedings of the Academy of Natural Sciences of Philadelphia, vol. 7, p. 98-105 (texte intégral).